# Arctic Tale
Pour plus de détails, voir Fiche technique et Distribution.
Arctic Tale est un film documentaire de la National Geographic Society.

## Synopsis
Le film suit une femelle ours polaire nommée Nanu et une femme morse nommée Seela.

## Musique
La bande originale a été composée par le compositeur britannique Joby Talbot.

## Jeu vidéo
Arctic Tale a fait l'objet d'une adaptation en jeu vidéo.